# 船底座V343
船底座V343，又名CP-59 1080，HD 74375、SAO 236181、HR 3457，是船底座的一颗恒星，视星等为4.33，位于銀經275.82，銀緯-10.86，其B1900.0坐标为赤經8h 38m 24.4s，赤緯-59° -10.86′ 15″。